# 锡林蝇子草
锡林蝇子草（学名：Silene repens var. xilingensis）为石竹科蝇子草属下的一个变种。

## 扩展阅读
- 維基物種上的相關：锡林蝇子草